# Trebichava
Trebichava és un poble i municipi d'Eslovàquia que es troba a la regió de Trenčín. La primera menció escrita de la vila es remunta al 1396.

## Demografia
| Godina             | 1994 | 2004    | 2014   | 2024   |
| ------------------ | ---- | ------- | ------ | ------ |
| Nombre de persones | 65   | 38      | 39     | 36     |
| Diferència         |      | −41,53% | +2,63% | −7,69% |

| Godina             | 2023 | 2024 |
| ------------------ | ---- | ---- |
| Nombre de persones | 36   | 36   |
| Diferència         |      | +0%  |